# Procuradoria-Geral do Estado de Mato Grosso
A Procuradoria-Geral do Estado de Mato Grosso (PGE-MT) é o órgão do poder executivo estadual responsável pela representação judicial e consultoria jurídica do Governo de Mato Grosso. A PGE-MT foi criada pela Lei Estadual 3.030, de 21 de maio de 1971, durante o governo de José Fragelli.